# Počátky
Počátky (en allemand : Potschatek) est une ville du district de Pelhřimov, dans la région de Vysočina, en République tchèque. Sa population s'élevait à 2 500 habitants en 2024.

## Géographie
Počátky se trouve à 10 km au sud-ouest de Horní Cerekev, à 20 km au sud de Pelhřimov, à 30 km au sud-ouest de Jihlava à 108 km au sud-est de Prague.
La commune est limitée par Častrov, Polesí, Bělá et Horní Cerekev au nord, par Horní Ves, Jihlavka et Kaliště à l'est, par Panské Dubenky et Popelín au sud et par Stojčín et Žirovnice à l'ouest.

## Histoire
La première mention écrite de la localité date de 1389.

## Administration
La commune se compose de six sections :
- Počátky
- Heřmaneč
- Horní Vilímeč
- Léskovec
- Prostý
- Vesce

## Galerie

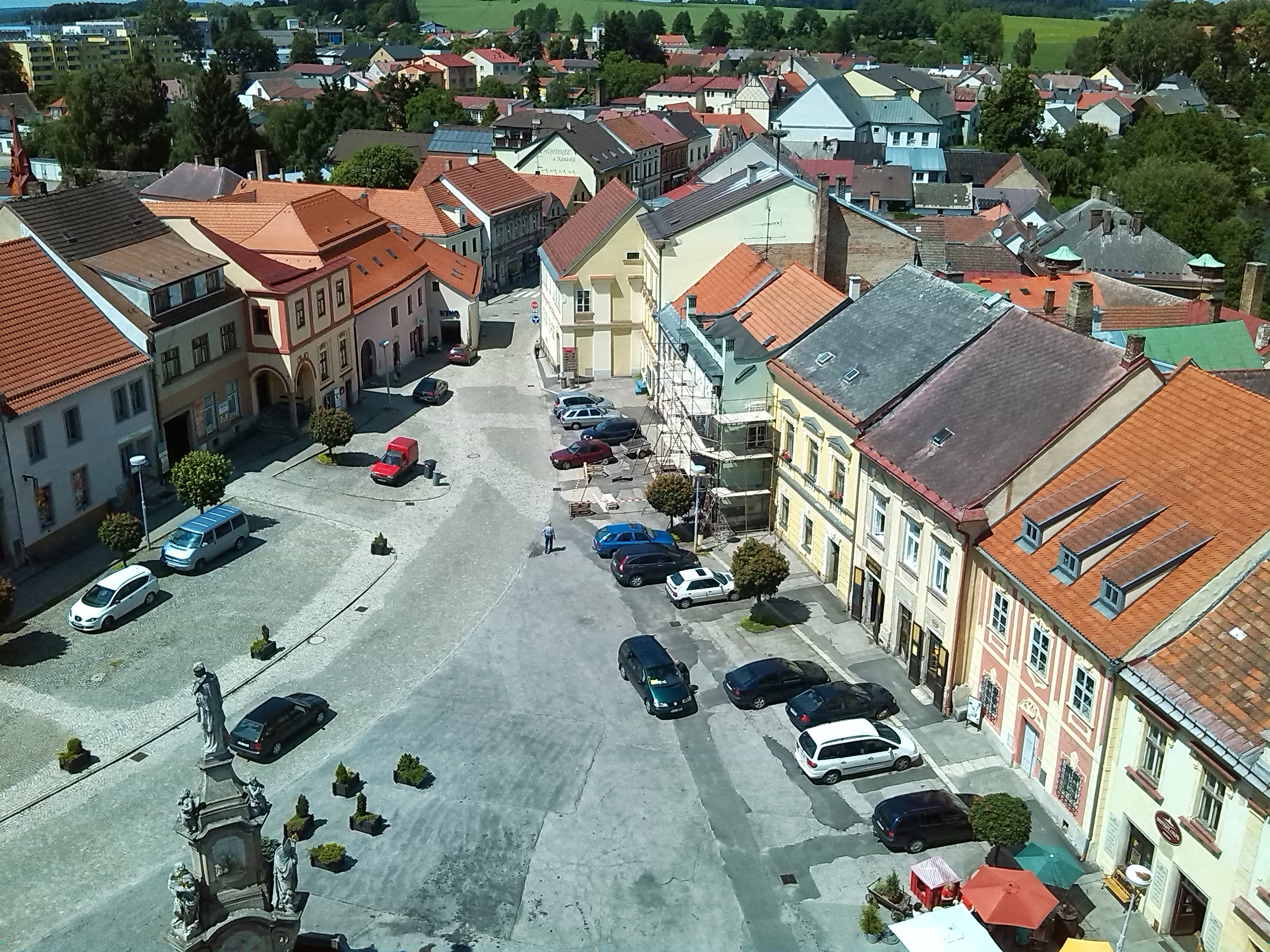
Place Palacký.
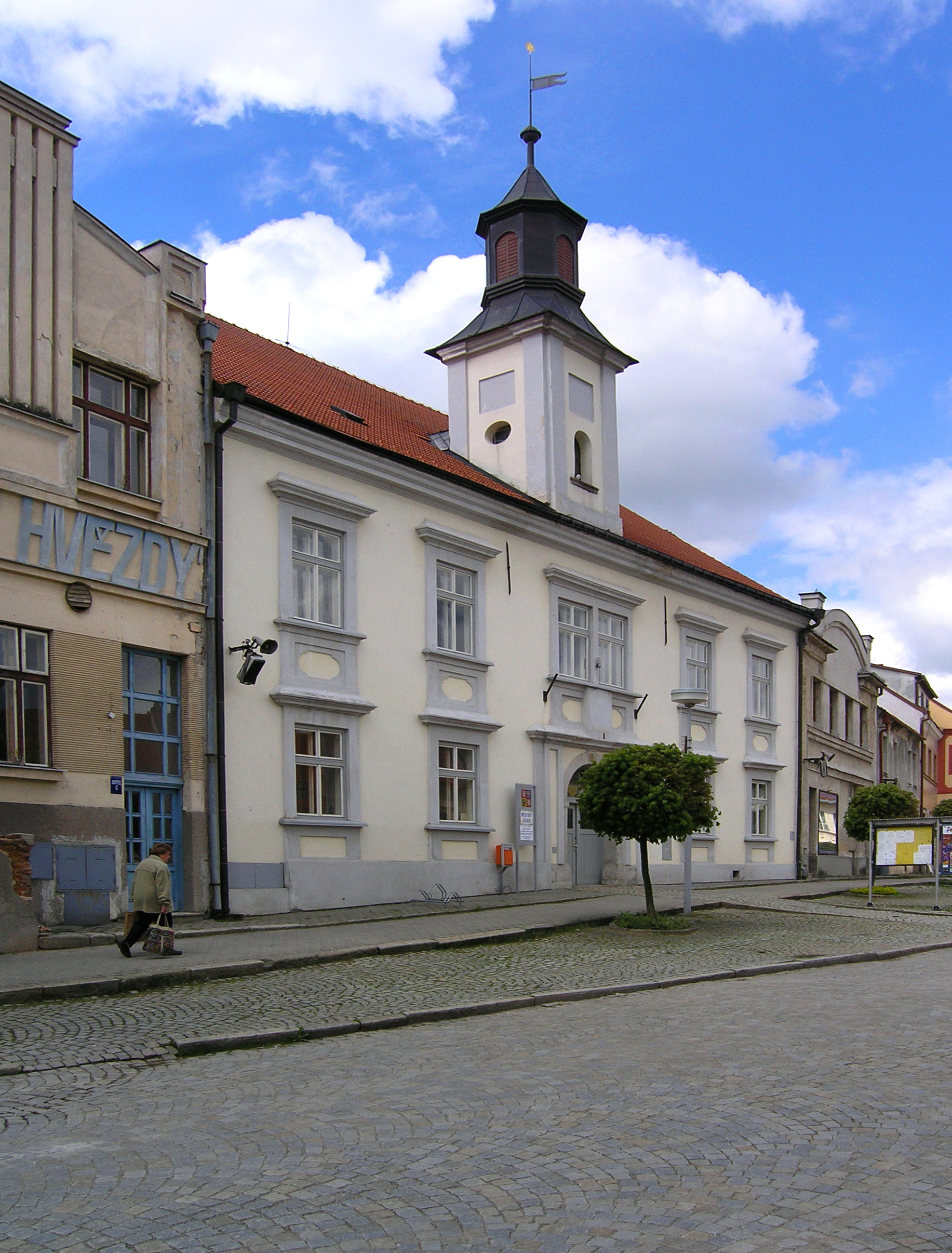
Mairie de Počátky.

## Transports
Par la route, Počátky se trouve à 4,5 km de Žirovnice, à 23 km de Pelhřimov, à 43 km de Jihlava à 86,5 km de Prague.